# Mary Ellen Rudin
Mary Ellen Rudin (7 de diciembre de 1924-18 de marzo de 2013) fue una matemática estadounidense conocida por su trabajo en la topología de la teoría de conjuntos.

## Temprana edad y educación
Mary Ellen (Estill) Rudin nació en Hillsboro de Joe Jefferson Estill e Irene (Shook) Estill. Su madre Irene era profesora de inglés antes del matrimonio, y su padre Joe era un ingeniero civil. La familia se trasladó con el trabajo de su padre, pero Mary Ellen pasó gran parte de su infancia en Leakey. Tenía un hermano, un hermano menor. Las abuelas maternas de Rudin habían asistido al Mary Sharp College, cerca de su ciudad natal en Winchester, Tennessee. Rudin siguió este legado y su familia valora la educación en una entrevista.
Asistió a la Universidad de Texas en Austin, terminó su B. A. en 1944 después de sólo tres años de entrar en el programa de posgrado en matemáticas con Robert Lee Moore. Su tesis de graduación presentó un contraejemplo a uno de los "axiomas de Moore". Completó su Ph.D. en 1949.
Durante su tiempo como estudiante, fue miembro de la Phi Mu Women's Fraternity, y fue elegida miembro de la sociedad Phi Beta Kappa.
En 1953, se casó con el matemático Walter Rudin, a quien conoció mientras enseñaba en la Universidad de Duke. Tuvieron cuatro hijos.